# پل چاتر
پل چاتر (ارمنی: Փոլ Չաթեր; چینی: 遮打؛ ۸ سپتامبر ۱۸۴۶ – ۲۷ مهٔ ۱۹۲۶) یک کارآفرین برجسته ارمنی‌تبار اهل بریتانیا بود.

## زندگینامه
با نام اصلی خاچیک پوغوس آستواتساتریان ارمنی: Խաչիկ Պողոս Աստվածատրյան در کلکته به دنیا آمد.